# Petr Keil
Petr Keil (30. leden 1943, Louny) je český architekt, vysokoškolský pedagog. Po absolvování základní dvouleté vojenské služby studoval v letech 1964–1970 na Uměleckoprůmyslové škole u Adolfa Benše.

## Odborná a profesní činnost
- 1970–1972 Architektonické družstvo A13
- 1972–1974 Projektový ústav ČSVD
- 1974–1990 Pragoprojekt

## Pedagogická činnost
- 1993 učitel na Uměleckoprůmyslové škole, kde vedl katedru architektury
- 1994 docent na Uměleckoprůmyslové škole
- 1995 profesor na Uměleckoprůmyslové škole

## Dílo
Projekty a realizace:
- 1972 Projekt Gobuňko - originální reakce na Archigram
- 1975 Art Centrum, Veleslavín
- 1980 Ubytovny ČKD Praha Hostivař
- 1982 Budova Okresní správy silnic, Jindřichův Hradec
- 1983 Měšťanova vila, Praha (studie 1970)
- 1987 Pragoprojekt, České Budějovice
- 1989 Rodinný dům, Praha 6
- 1992 Fasády McDonald, Na Florenci
- 1992 Galerie U prstenu, Praha
- 1992 Motorest a Hotel Atol na D5, Rudná u Prahy
- 1992 Pečovatelská služba Třeboň
- 1993 Hotel Hoffmeister, Praha 1
- 1995 Hotel Cristal Palace, Mariánské Lázně
- 1997 Rodinný dům, Kunratice
- 1998 Hasičská zbrojnice, Praha Smíchov
- 2010 Rodinný dům Na Prokopu, Litomyšl